# Heitmann
Heitmann ist ein deutscher Familienname.

## Herkunft und Bedeutung
Heitmann ist ein Wohnstättenname für Personen, die an einer Heide wohnen.

## Varianten
- Heidemann, Heidmann, Heidtmann

## Namensträger
- Adolf Heitmann (Schriftsteller) (1858–1946), deutscher Pädagoge und Schriftsteller
- Adolf Heitmann (Politiker) (1890–1951), deutscher Politiker (SPD), MdBB
- Alfons Heitmann (1926–2012), deutscher Fußballspieler
- Anja Heitmann (* 1965), deutsche Fußballspielerin
- Anne Heitmann (* 1964), deutsche Leichtathletin
- Annegret Heitmann (* 1952), deutsche Skandinavistin
- August Heitmann (Politiker) (1869–1941), deutscher Gewerkschafter und Politiker (SPD), MdL Preußen
- August Heitmann (Schwimmer) (1907–1971), deutscher Schwimmsportler
- Axel C. Heitmann (* 1959), deutscher Chemiker und Manager
- Bernhard Heitmann (1942–2020), deutscher Kunsthistoriker und Museumskurator
- Birte Gutzki-Heitmann (* 1977), deutsche Politikerin (SPD)
- Carlheinz Heitmann (* 1937), deutscher Schauspieler
- Christine Heitmann (* 1937), deutsche Graphikerin und Bildhauerin
- Clemens Heitmann (Politiker) (1818–1894), deutscher Richter und Parlamentarier
- Clemens Heitmann (Historiker) (* 1969), deutscher Offizier, Historiker und Archivar
- Felix Heitmann (* 1985), deutscher Kirchenmusiker und Chorleiter
- Friedrich Heitmann (1853–1921), deutscher Architekt
- Fritz Heitmann (1891–1953), deutscher Organist
- Hans Heitmann (1904–1970), deutscher Lehrer und Schriftsteller
- Herbert Heitmann (1901–nach 1945), deutscher Jurist und Politiker
- Jan Heitmann (Journalist) (* 1960), deutscher Historiker und Journalist
- Jan Heitmann (Pokerspieler) (* 1976), deutscher Pokerspieler und -trainer
- Joern Heitmann (* 1968), deutscher Kurzfilm-Regisseur
- Joseph Heitman (* 1962), US-amerikanischer Biochemiker und Mykologe
- Jürgen Heitmann der Ältere (um 1580–1645), deutscher Holzschnitzer und Bildhauer
- Jürgen Heitmann der Jüngere (1627–1671), deutscher Bildschnitzer und Bildhauer
- Jürgen Heitmann (Schriftsteller) (* 1936), deutscher Schriftsteller und Lyriker
- Karl Heitmann (1869–1947), deutscher Politiker (SPD), Landtagsabgeordneter im Oldenburgischen Landtag
- Klaus Heitmann (Romanist) (1930–2017), deutscher Romanist
- Klaus-Dieter Heitmann (* 1955), deutscher Fußballspieler
- Klaus-Jürgen Heitmann (* 1968), deutscher Wirtschaftsingenieur
- Linda Heitmann (* 1982), deutsche Politikerin (Grün-Alternative Liste, GAL)
- Ludwig Heitmann (1880–1953), deutscher lutherischer Geistlicher
- Margret Heitmann (* 1948), deutsche Pädagogin
- Mark Heitmann (* 1976), deutscher Wirtschaftswissenschaftler und Hochschullehrer
- Matthias Heitmann (* 1971), deutscher Journalist und Buchautor
- Nanna Heitmann (* 1994), deutsche Fotografin
- Nina Heitmann (* 1974), deutsche Rapperin und Schauspielerin, siehe Nina Tenge
- Oliver Heitmann (* 1969), deutscher Volleyballspieler
- Peggy Heitmann (* 1964), deutsche Politikerin (AfD), MdHB
- Steffen Heitmann (1944–2024), deutscher Politiker (CDU)
- Tanja Heitmann (* 1975), deutsche Fantasy-Schriftstellerin
- Walter Heitmann (1904–1990), deutscher Trabrennfahrer, Pferdetrainer und -züchter
- Wilfried Heitmann (* 1943), deutscher Fußballschiedsrichter
- Wolfgang Heitmann (1943–2015), deutscher Pianist, Komponist und Musikpädagoge